# Ulad Daúd Sajanín
Ulad Daúd Sajanín (en árabe: اولاد داوود زخانين‎, en lenguas bereberes: ⵡⵍⴰⴷ ⴷⴰⵡⴷ ⵣⵅⴰⵏⵉⵏ, en francés: Oulad Daoud Zkhanine) es un municipio marroquí en la región Oriental. Desde 1912 hasta 1956 perteneció a la zona norte del protectorado español de Marruecos.